# Eurytela abyssinica
Eurytela abyssinica är en fjärilsart som beskrevs av Rothschild och Jordan 1903. Eurytela abyssinica ingår i släktet Eurytela och familjen praktfjärilar. Inga underarter finns listade i Catalogue of Life.